# Roman Czejarek
Roman Maciej Czejarek (ur. 20 czerwca 1966 w Szczecinie) – polski dziennikarz, prezenter, konferansjer, publicysta, autor humorystycznych opowiadań, z wykształcenia inżynier elektryk. Związany z Radiową Jedynką.

## Życiorys
Pracę w mediach rozpoczął bezpośrednio po maturze w V Liceum Ogólnokształcącym im. Adama Asnyka w Szczecinie, najpierw w Akademickim Radiu Pomorze (dziennikarz, z-ca redaktora naczelnego, szef programowy), później w Polskim Radiu Szczecin (reporter, prowadzący „Studio Bałtyk”). W tym samym czasie rozpoczął współpracę z gazetami lokalnymi („Morze i Ziemia”) oraz ogólnopolskimi (m.in. „Polityka”, „Przegląd Tygodniowy”, „Tygodnik Kulturalny”, „Karuzela”). Pierwszą dużą popularność przyniósł mu wielokrotnie nagradzany reportaż „Kup Pan czaszkę” (1986) ujawniający szokujące kulisy handlowania ludzkimi szczątkami w Polsce. Od 1986 do 1990 korespondent i współpracownik Radiowej Trójki oraz Rozgłośni Harcerskiej.
Od 1991 w Warszawie w Pierwszym Programie Polskiego Radia (najpierw „Muzyka i Aktualności”, później „Sygnały dnia”). Od 1992 szef „Lata z Radiem”, prowadzący audycje i imprezy plenerowe. Organizator największych w Polsce tras koncertowych, autor płyt i kaset z przebojami Lata z Radiem, które zdobyły status złotych, platynowych i multiplatynowych, autor trzech książek o historii audycji. Pomysłodawca i realizator wielu akcji promujących zdrowy styl życia, bezpieczeństwo oraz popularyzację wiedzy. Od 2005 związany z akcją charytatywną „Choinki Jedynki”.
W latach 1994–1997 najmłodszy w historii członek zarządu i wiceprezes Polskiego Radia S.A.
W latach 1993–2011 współpracownik Telewizji Polskiej SA, najpierw w TVP1 (m.in. „Kawa czy herbata?” oraz „Nocne Rozmowy”), później w TVP2 (m.in. „Pytanie na śniadanie” oraz teleturnieje „Tele Milenium” i „Gilotyna”). Po zakończeniu współpracy z telewizją publiczną przez dwa lata (2012–2013) w Grupie TVN (Telewizja TTV), gdzie prowadził program Raz lepiej, raz gorzej oraz Studio TTV. Od 2024 ponownie współpracownik Telewizji Polskiej, gdzie 6 kwietnia rozpoczął współprowadzenie (razem z Agatą Bachanek) programu Kiedyś to było w TVP Info.
Autor kilkuset tekstów prasowych publikowanych w „Rzeczpospolitej”, „Gazecie Wyborczej”, „Spotkaniach”, „Wokandzie”, „Super Expressie”, "Zielonym Sztandarze" i wielu innych tytułach ogólnopolskich, również w pismach specjalistycznych takich jak „Morza, statki i okręty”, „Zabytki Heritage”, "Toga" oraz w pismach regionalnych Pomorza Zachodniego "Profit", „Szczeciner”.
W latach 2007–2010 dziennikarz w Porozumieniu Radiowym Plus, a później w Grupie Radiowej TIME (Radio VOX FM, poranki „Kto rano wstaje”).
W latach 2008–2010 rzecznik prasowy Międzynarodowych Targów Książki w Warszawie.
Od 1999 do 2019 członek jury konkursu „Grand Press”. Z udziału w jury zrezygnował w 2020 ze względu na kontrowersje w ocenie wywiadu Beaty Lubeckiej z Radia Zet z aktywistką LGBT Margot. Od 2013 związany z Ogólnopolskim Konkursem Piosenki Artystycznej OFPA w Rybniku. Od 2015 juror międzynarodowego Festiwalu „Ślimakowe Rytmy”. Od 2021 Członek Rady Programowej Kongresu „Zdrowie Polaków".
Współautor gry „Kupiec Szczeciński” (część merytoryczna), pierwszej w Polsce gry planszowej związanej z prawdziwą historią miasta, której premiera miała miejsce w maju 2016. W listopadzie 2017 opracował część drugą „Szczeciński Spekulant”.
Miłośnik dalekich podróży. Był m.in. w Afganistanie, Laosie, Syrii, Peru i na Kubie. Kilkakrotnie przemierzył Stany Zjednoczone. W 2008 i 2009 był uczestnikiem i rzecznikiem prasowym międzynarodowych wypraw badawczych na dno kanionu Colca w Ameryce Południowej. Otrzymał za to specjalne wyróżnienie przyznane przez Uniwersytet w Arequipie (Peru), a w Polsce m.in. nagrodę za najlepsze fotografie kondorów.
Znany kolekcjoner starych pocztówek ze Szczecina i Pomorza Zachodniego (przełom XIX i XX wieku). Autor wielu książek poświęconych dawnemu Szczecinowi, uhonorowany tytułem Ambasadora Szczecina. Od lat aktywnie zaangażowany w ratowanie i odbudowę zamku joannitów w Swobnicy. Zbiera też płyty analogowe (jego kolekcja liczy kilka tysięcy krążków).
Autor i prowadzący internetowy kanał radiowy ABBA NON STOP, uruchomiony 7 listopada 2021, z okazji publikacji płyty Abby „Voyage”, po 40 latach przerwy w pracach zespołu.
Ma żonę i dwoje dzieci. Jego babcia była Niemką, a ojciec Karol, germanista i niemcoznawca, urodził się w Berlinie.

## Przebieg kariery zawodowej
- 1985–1990: Akademickie Radio Pomorze, dziennikarz, szef programowy.
- 1985–1990: Polskie Radio Szczecin – rozgłośnia regionalna, dziennikarz.
- 1991–2006: Program 1 Polskiego Radia, dziennikarz, redakcje: „Sygnały dnia”, „Lato z radiem”.
- 1992–2006, 2010–2015: szef „Lata z Radiem”, organizator tras koncertowych.
- 1993–2002: TVP1, dziennikarz „Kawa czy herbata?”.
- 1994–1997: wiceprezes zarządu Polskiego Radia.
- 1999: korespondent Polskiego Radia ze szczytu NATO w Waszyngtonie.
- 2000–2001: TVP2, prowadzący teleturniej Tele Milenium.
- 2001–2003: TVP1, dziennikarz „Nocne Rozmowy”.
- 2004–2006, 2010-2011: TVP2, dziennikarz „Pytanie na śniadanie”.
- 2007–2008: Super Express, autor cyklu przewodników „Polska według Czejarka” (55 odcinków).
- 2007–2010: VOX FM, autor i prowadzący poranny program „Kto rano wstaje”.
- 2009: TVP1, autor i prowadzący program „Niezwykłe podróże rzeczy i ludzi”.
- 2009-2011: TVP2, prowadzący teleturniej „Gilotyna”.
- 2010-2016: Program 1 Polskiego Radia, kierownik Redakcji Magazynów, redakcja: „Cztery pory roku”.
- 2012-2013: TTV, prowadzący programy: „Raz lepiej, raz gorzej” i „Studio TTV”.
- 2016-: Program 1 Polskiego Radia, cykl wielogodzinnych audycji „na żywo” z różnych miejsc Polski pod wspólnym tytułem „Jedyne takie miejsce”
- 2021-: autor podcastów #PodróżeCzejarka
- 2021-: pomysłodawca, autor i prowadzący internetowe radio ABBA NON STOP
- 2024-: prowadzący program "Kiedyś to było" w TVP INFO

## Publikacje
- "Moje Lato z Radiem" (1998, ISBN 83-910006-0-5)
- "Wielkie gotowanie: Lato z Radiem od kuchni" (2003, ISBN 83-89221-16-0)
- "Szczecińskie czterofajkowce" (2005, ISBN 83-921866-8-0)
- "Szczecin na starych pocztówkach" (wyd I 2005, wyd II 2012, ISBN 83-88742-99-X)
- "Zamki na starych pocztówkach" (2006, ISBN 83-7415-101-3, ISBN 978-83-7415-101-6)
- "Swobnica – Wildenbruch" (wyd I 2007, wyd II rozszerzone 2013, ISBN 83-923059-3-0)
- "Szczecin i okolice na starych pocztówkach" (wyd I 2007, wyd II 2012, ISBN 978-83-61253-02-0)
- "Zakony rycerskie na ziemiach pogranicza" (współautor, 2007, ISBN 978-83-924594-3-9)
- "Szczecin przełomu wieków XIX/XX" (wyd I 2008, wyd II uzupełnione 2016, ISBN 978-83-61253-31-0)
- "Polska według Czejarka" (2009, ISBN 978-83-61253-57-0)
- "Szczecin i okolice w obiektywie Maksa Dreblowa" (2009, ISBN 978-83-61805-03-8)
- "Kolorowy Szczecin" (2013, wyd II zmienione 2021, ISBN 978-83-7729-077-4)
- "Tramwaje w Polsce" (współautor, 2013, ISBN 978-83-7729-215-0)
- "Kochane Lato z Radiem" (2014, ISBN 978-83-63656-08-9)
- "Sekrety Szczecina" (2014, ISBN 978-83-7729-223-5)
- "Sekrety Szczecina cz. 2" (2015, ISBN 978-83-7729-268-6)
- "Dlaczego w Szczecinie jest ciepło?" (współautor i redaktor całości, 2016, ISBN 978-83-7729-345-4)
- "Szczecin, którego nie ma" (2016, ISBN 978-83-7729-339-3)
- "Sekrety Pomorza Zachodniego" (2017, wyd II poprawione 2020 ISBN 978-83-7729-394-2)
- "Sekrety Szczecina cz. 3" (2018, ISBN 978-83-7729-381-2)
- "Sekrety polskich kolei" (2019, ISBN 978-83-7729-379-9)
- "Sekrety polskiego lotnictwa" (2020, ISBN 978-83-7729-360-7)
- "Kultowe teleturnieje" (2021, ISBN 978-83-8053-963-1)
- "Sekrety polskiej floty" (2023, ISBN 978-83-7729-716-2)
- "Sekrety Świnoujścia" (2024, ISBN 978-83-7729-484-0)

Roman Czejarek jest także współautorem gier planszowych "Kupiec szczeciński" (2016) oraz "Szczeciński Spekulant" (2017)

## Ordery i odznaczenia
- Krzyż Kawalerski Orderu Odrodzenia Polski (2011)[27][28]
- Złoty Krzyż Zasługi (2005)[29]
- Srebrny Krzyż Zasługi (2000)[30]
- Złoty Medal „Za zasługi dla obronności kraju” (2012)[31]
- Srebrny Medal „Za zasługi dla obronności kraju” (2005)[32]
- Brązowy Medal „Za zasługi dla obronności kraju” (1992)[33]
- Złota odznaka honorowa „Za zasługi dla statystyki RP” (1993)[34]
- Złoty Medal „Za Zasługi dla Pożarnictwa” (1997)[35]
- Odznaka honorowa „Zasłużony dla Kultury Polskiej” (2024)[36]

## Nagrody
Liczne nagrody za reportaże radiowe, np.:
- 1986 "Kup Pan czaszkę" – reportaż roku.
- 1988 "Kości zostały rzucone" – reportaż roku.
- 1989 "Układanka" – nagroda specjalna Prezesa Radiokomitetu.

Autor słuchowisk radiowych (m.in. nagroda za najlepsze słuchowisko s-f w 1985).
Nagrody za najlepsze akcje plenerowe i medialne, m.in. MediaTrend w 2002 (akcja "Wielkie gotowanie"), Srebrny medal Akademii Polskiego Sukcesu w 2003, "Biały Kruk" w 2004.
Główna nagroda w kategorii fotografia na VI Festiwalu Twórczości Audiowizualnej Mediatravel w 2009.
Honorowy „Złoty Inżynier” 2009 wybrany w plebiscycie Przeglądu Technicznego.
W 2010 wyróżniony honorowym tytułem Ambasador Szczecina przez Radę Miasta Szczecina oraz Prezydenta Szczecina Piotra Krzystka.
W 2019 otrzymał tytuł Turystycznego Dziennikarza Roku 2018 w kategorii audycja radiowa przyznany po raz pierwszy w historii przez Polską Organizację Turystyczną.